# Beväringen 6

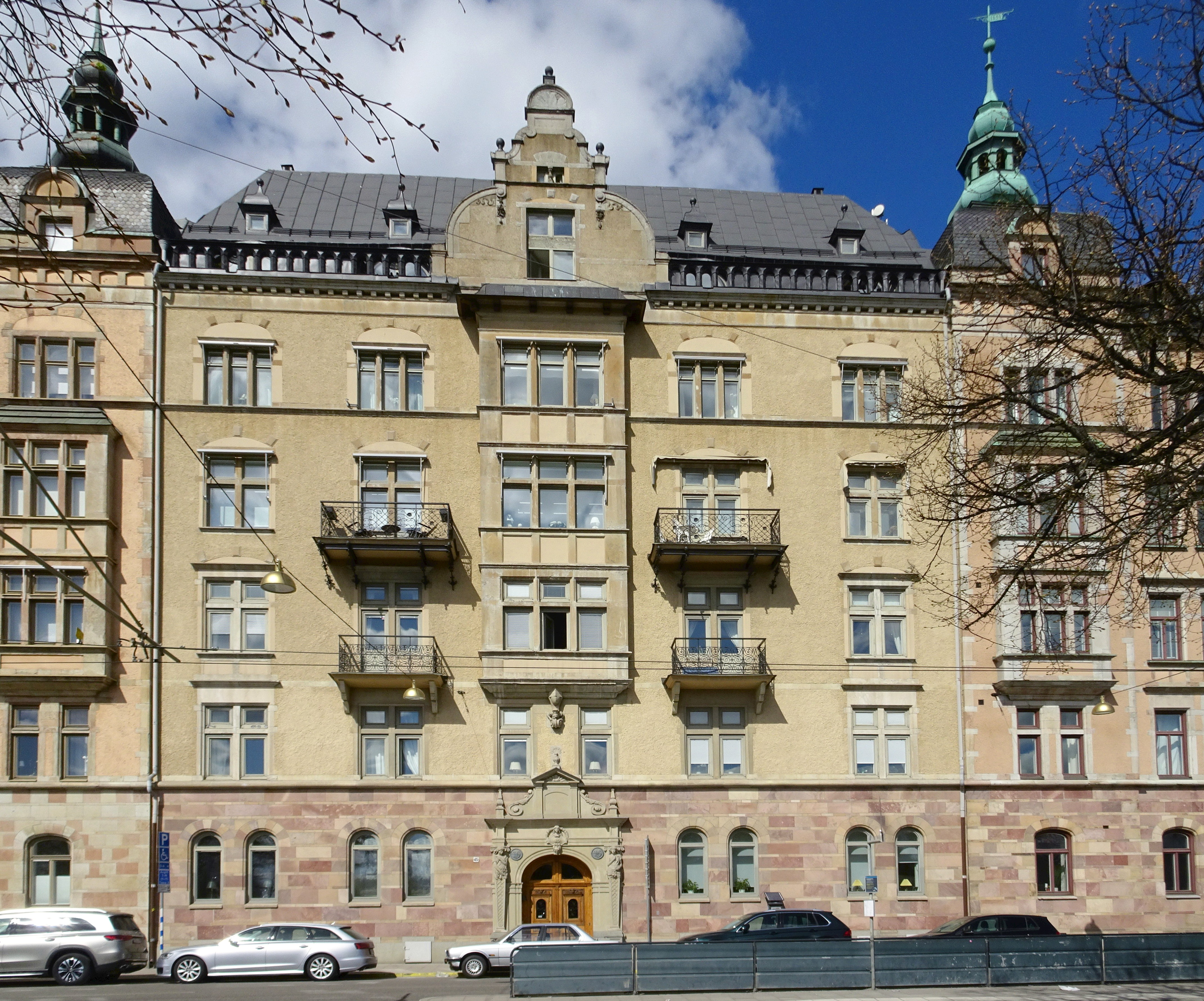
Strandvägen 45, maj 2022. Hörntornen tillhör grannfastigheterna.

Beväringen 6 är en kulturhistoriskt värdefull bostadsfastighet i kvarteret Beväringen vid Strandvägen 45 på Östermalm i Stockholm. Byggnaden uppfördes 1896 efter ritningar av arkitektkontoret Ullrich & Hallquisth och är grönmärkt av Stadsmuseet i Stockholm vilket betyder "särskilt värdefull från historisk, kulturhistorisk, miljömässig eller konstnärlig synpunkt". I huset hade flera generationer von Platen sin bostad.

## Bakgrund
Innan kvarteret Beväringen bildades låg här storkvarteret Terra Nova Större, som sträckte sig ända upp till Storgatan och mellan Grev Magnigatan i väster och ungefär fram till dagens Oxenstiernsgatan i öster. Här hade Andra livgardet sina kaserner och exercisplats. På den stora tomten fanns bara några få byggnader som revs i slutet av 1880-talet. Mot Strandvägen bildades tre nya kvarter: Korporalen, Sergeanten och Beväringen (från väst till öst) som följde Edvard von Rothsteins övergripande stadsplan från 1859. Kvartersnamnen anknöt till den tidigare militära verksamheten.

## Byggnadsbeskrivning

### Exteriör

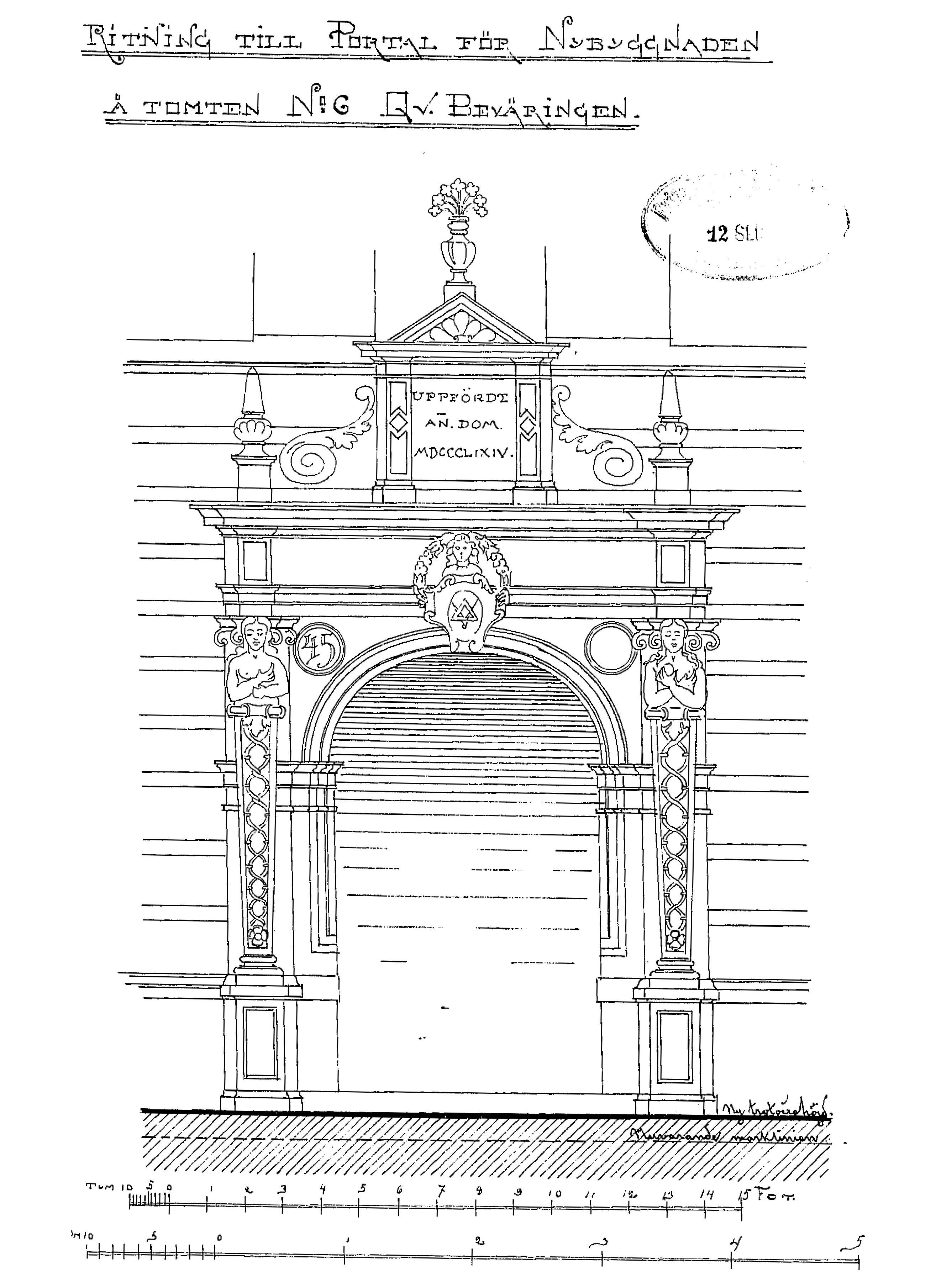
Portalritning, 1893.

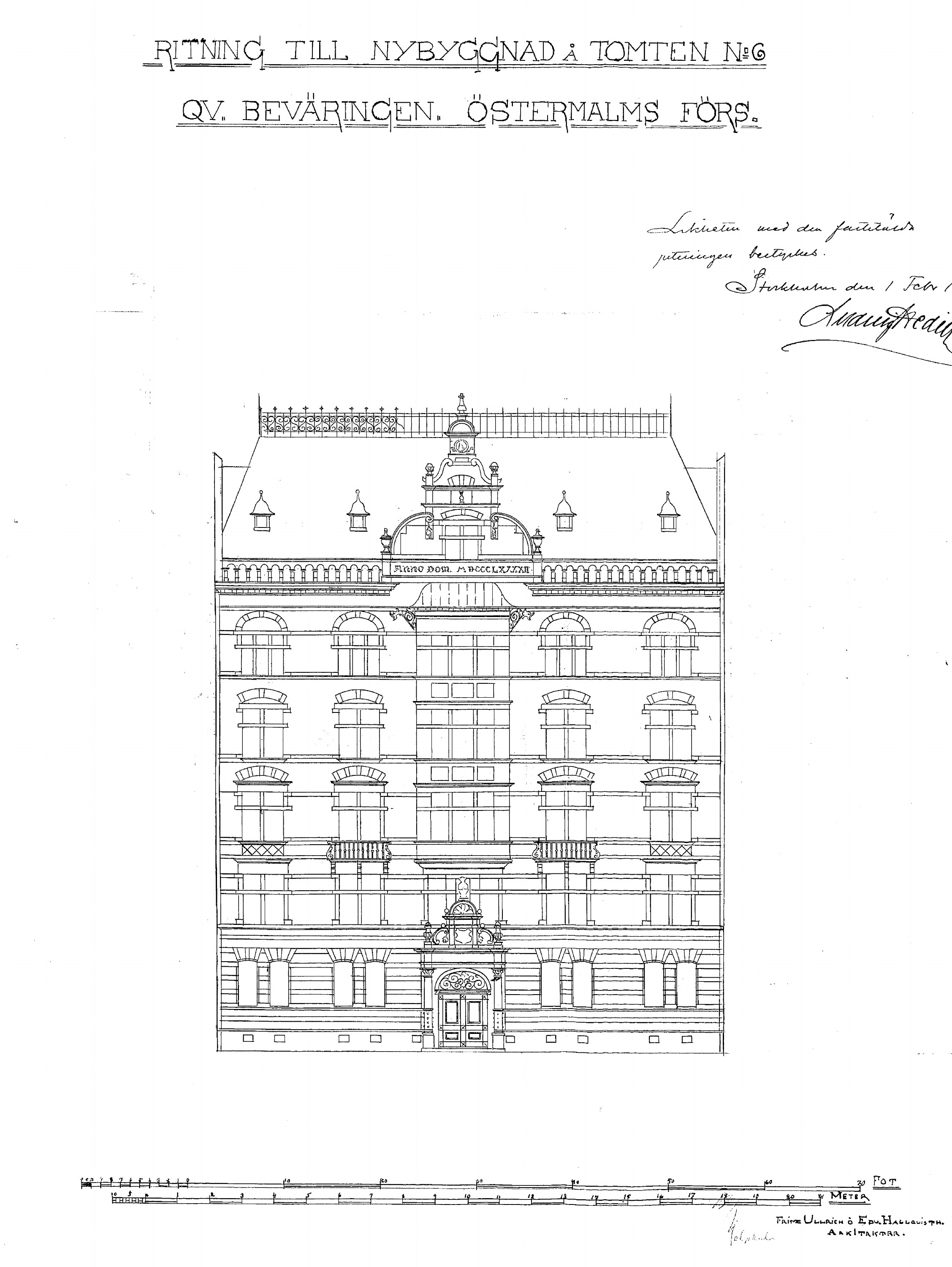
Fasadritning, 1893.

Mellarsta tomten i kvarteret med nummer 6 förvärvades 1893 av ingenjören och byggmästaren Richard Ingemarson som även uppförde huset. Hela fasaden mot Strandvägen 43–47 fick en samkomponerad gestaltning där de båda hörnhuset (Beväringen 1 och Beväringen 5) ritades av arkitekten Johan Albert Nordström medan nr 45 formgavs av Ullrich & Hallquisth som drevs av Fritz Ullrich (1860–1917) och Eduard Hallquisth (1862–1923). 
Beväringen 6 färdigställdes först och hela komplexet stod färdigt 1896, i god tid före Stockholmsutställningen 1897, som utgjorde en sorts ”deadline” för den planerade bebyggelsens färdigställande längs med Stockholms nya paradgata.
Ullrich & Hallquisth gestaltade mellersta husets fasad som en sorts mittrisalit med ett högt, brant tak och ett central placerad tre våningar högt burspråk som avslutas över takfoten med en gavelfronton. Högst upp smyckades taknocken av en åskam i smide. Även entréporten placerades i husets centrum och dess omslutande portal med överstycke utfördes rik skulpterad med voluter, frontespis, tympanon, pilaster och antikiserande kvinnogestalter, allt i ljus sandsten. 
Portvalvets slutsten utfördes som ett manshuvud och i spandrillarna syns husnumret "45". Däröver finns en kartusch med bokstaven "P" som står för fastighetsägaren von Platen. Arrangemanget kröns av ett tempelliknande väggfält med inskription: Huset byggdes anno dom. 1893. Fasaden består av grågul spritputs med detaljer i rosa sandsten, i höjd med bottenvåningen kläddes hela fasaden med rosa sandsten. Därmed anslöt fasadmaterialet och färgsättningen till båda hörnhusen och förstärker den exteriöra samhörigheten.

### Interiör
Husets entré utfördes påkostad med golv och trappa i vit marmor. Väggarna är fältindelade och målade i stucco lustro i gult med lister i vitt, rött, grått och svart. och En cirka 70 centimeter hög fris löper under taket med putti och bladrankor i relief. Taket är fältindelat av profilerade bjälkar med knoppar samt en skulpterad mittrosett med frukter. I inre entrén märks ett ovalt kupolvalv buret av änglar och bladverk.
Den ursprungliga lägenhetsfördelningen bestod av två lägenheter per våning. 1903 förvärvades fastigheten av Carl Gustaf von Platen (den äldre) som 1905 lät bygga om och slå samman båda lägenheterna på våning tre trappor till en enda stor bostad om nio rum och kök. Här låg von Platens sällskapsrum med bibliotek, herrens skrivrum och herrens salong, fruns rum, stora salongen och matsalen därtill en rymlig hall, ett rum för betjänten, kökets serveringsrum samt två små gästrum med fönster till innergården. En trappa upp låg familjens sovrum.

### Bilder

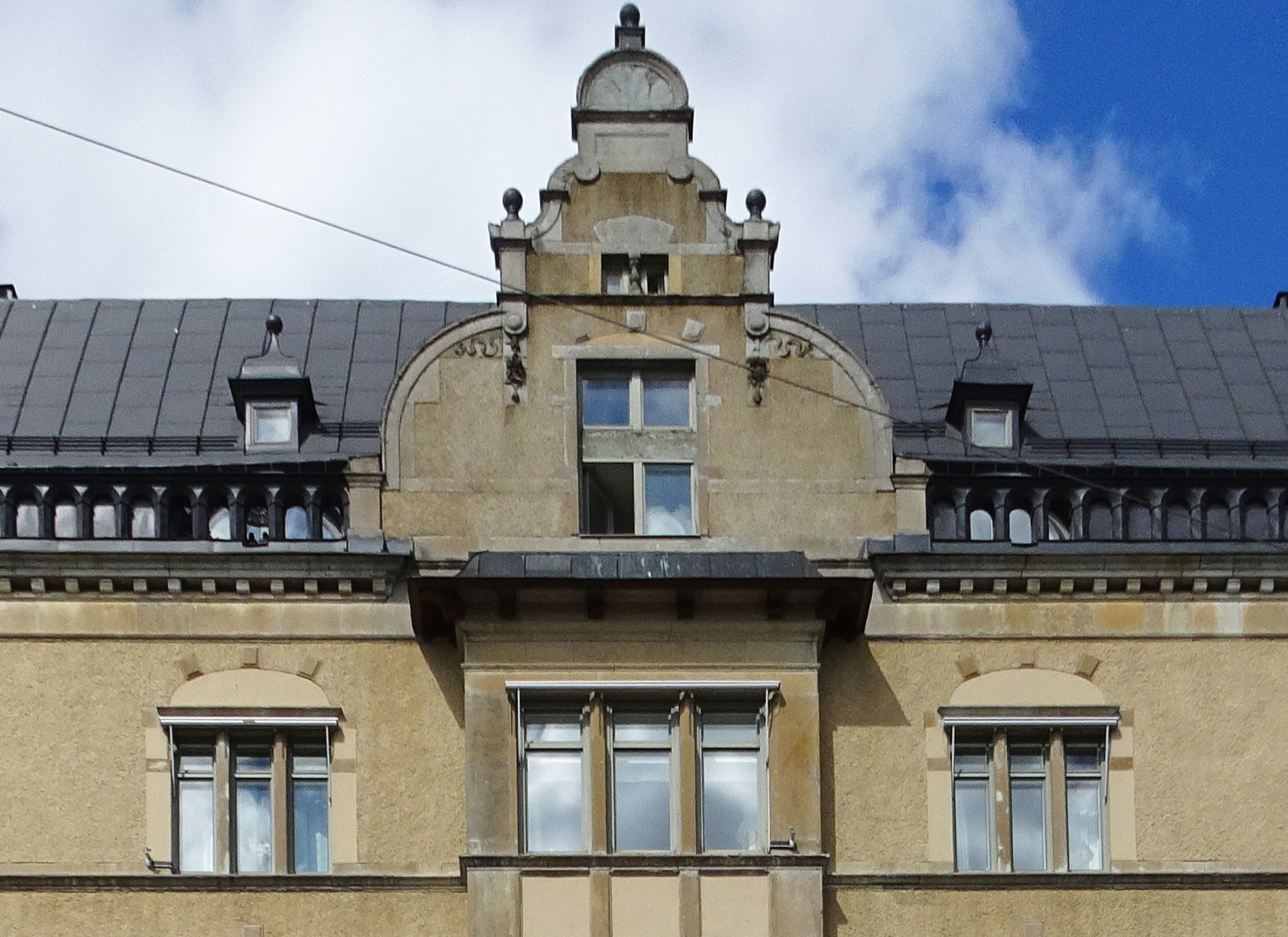
Frontonen.
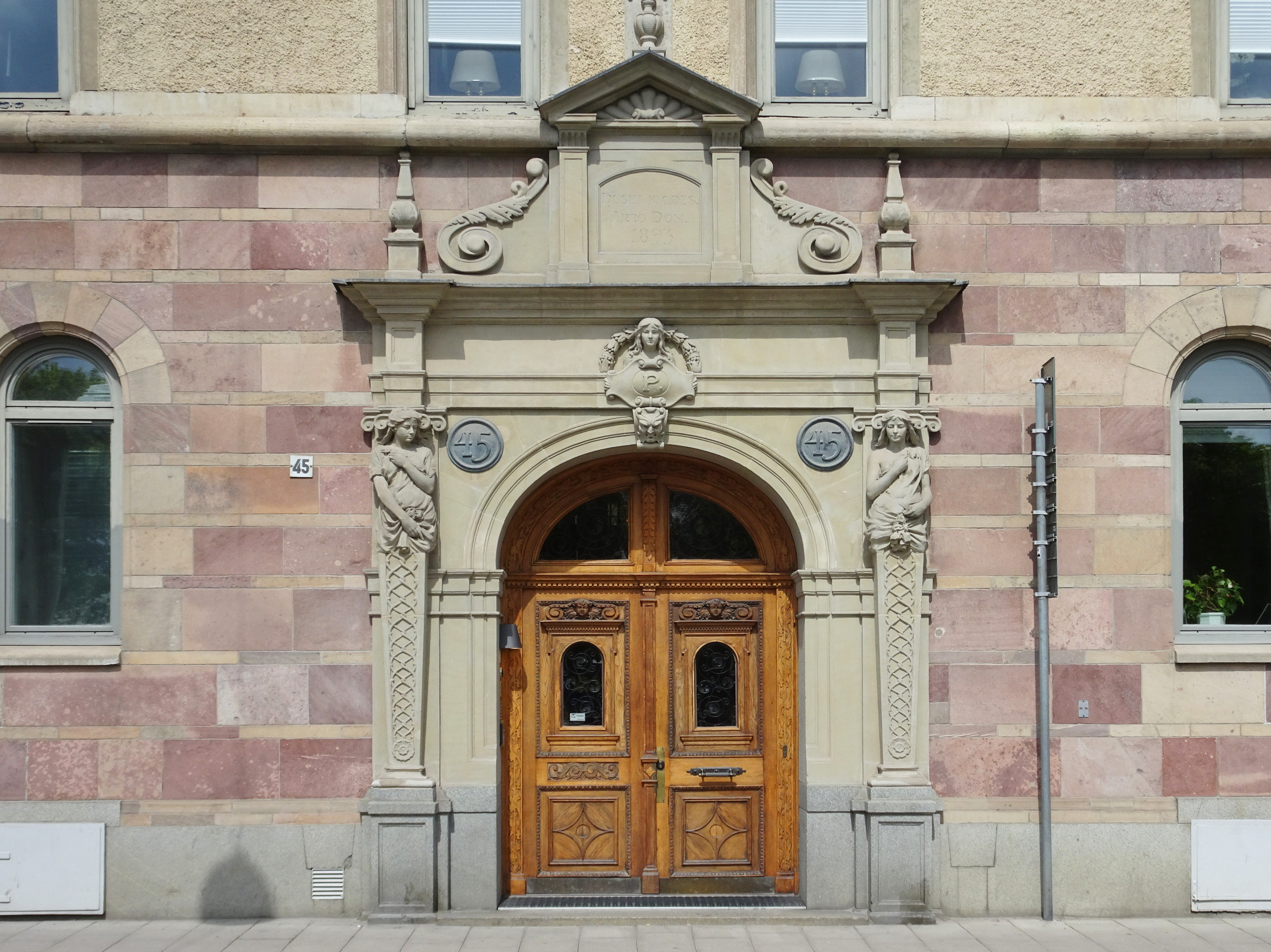
Husets port och portal.
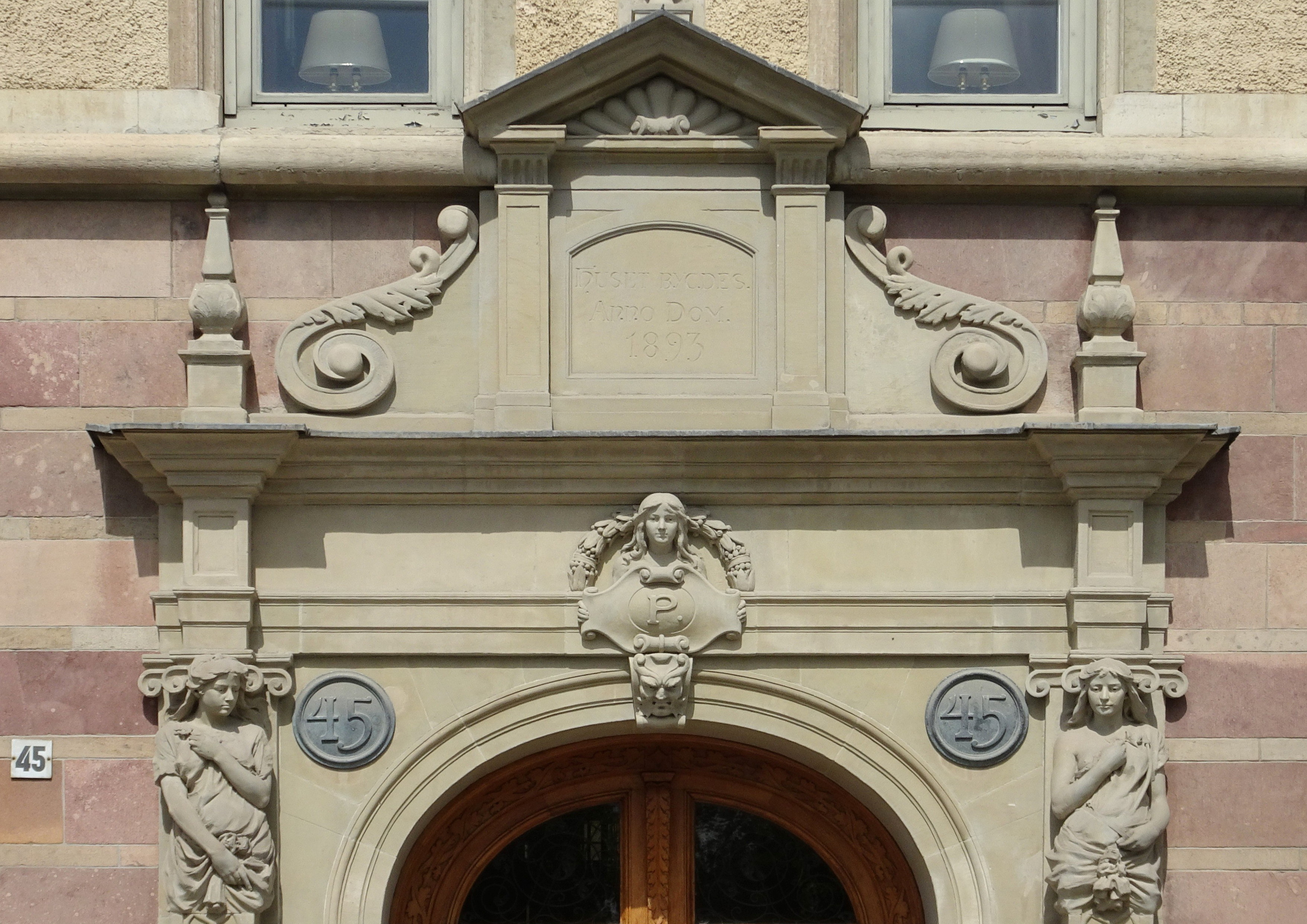
Entréportalens utsmyckning.
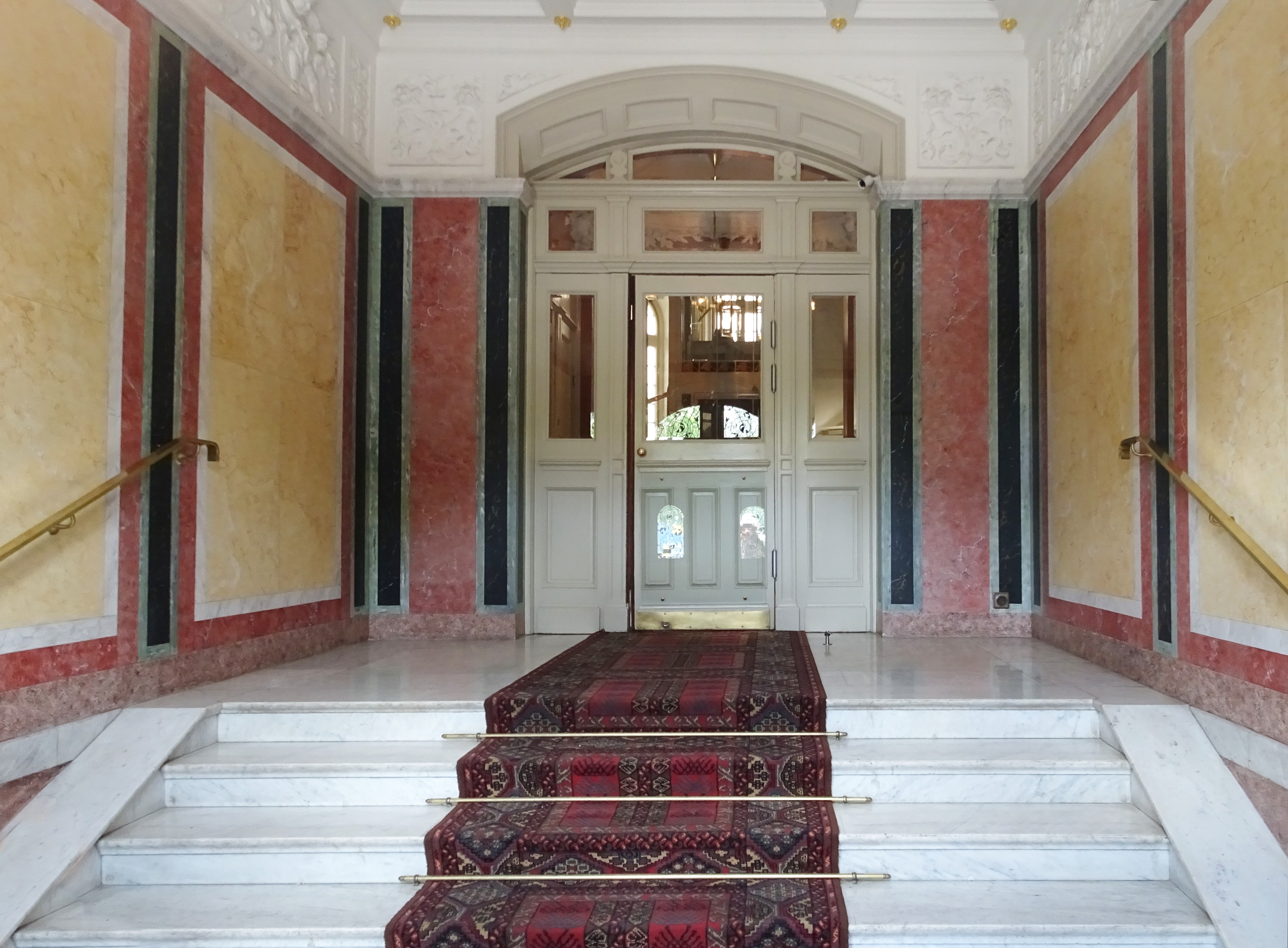
Entréhallen.

## Ägare och boenden
Den ursprungliga ägaren, Richard Ingemarson, sålde fastigheten 1899 till handelsmannen A.M. Lundbeck som i sin tur sålde den 1903 till Carl Gustaf von Platen (den äldre). Hans son Carl Eric von Platen, övertog fastigheten efter faderns död 1937. I huset hade hans barn Carl Gustaf von Platen (den yngre), Axel Erik Baltzar och Juliana Louise sin uppväxt.
På 1960-talet flyttade Carl Eric von Platen med hustru Gunhild till Väpnargatan 1 där de bebodde en representativ våning i Hovstallet. På 1970-talet uppger Stockholms stadsmuseum Carl Gustaf von Platen (den yngre) som ägare. Husets 12 lägenheter ägs numera av bostadsrättsföreningen Beväringen nr 6 som bildades 1983.

### Interiörbilder
År 1960 tog Stadsmuseets fotograf Lennart af Petersens en serie interiörbilder i von Platens våning.

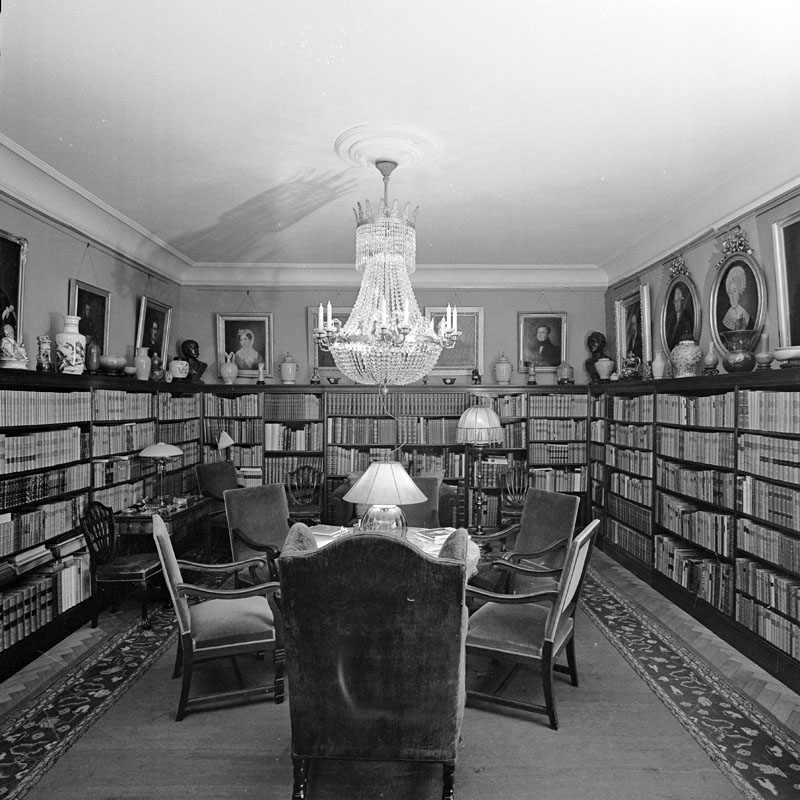
Biblioteket.
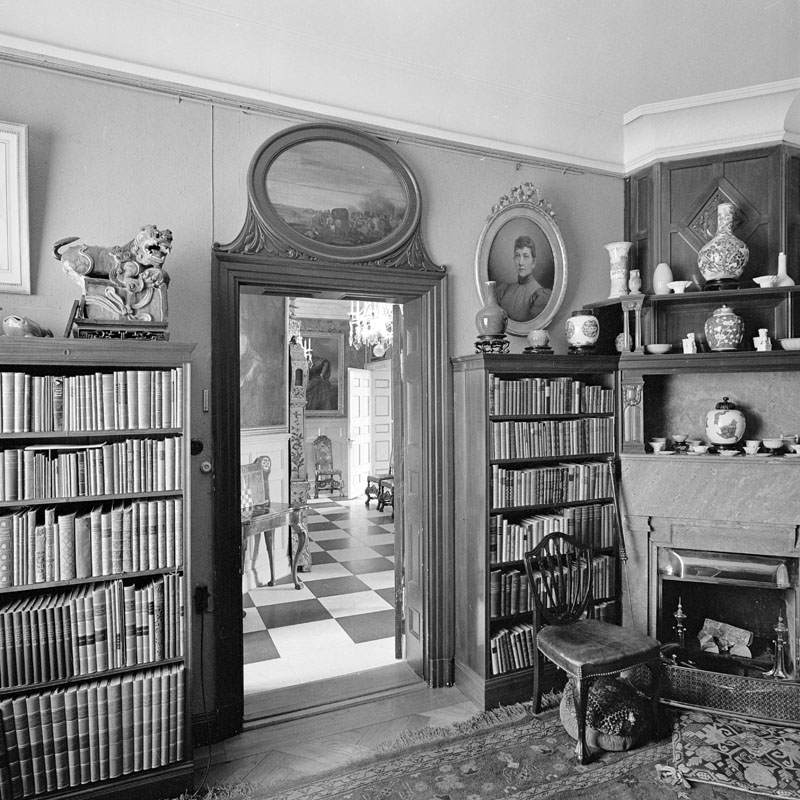
Biblioteket med blick in i hallen.
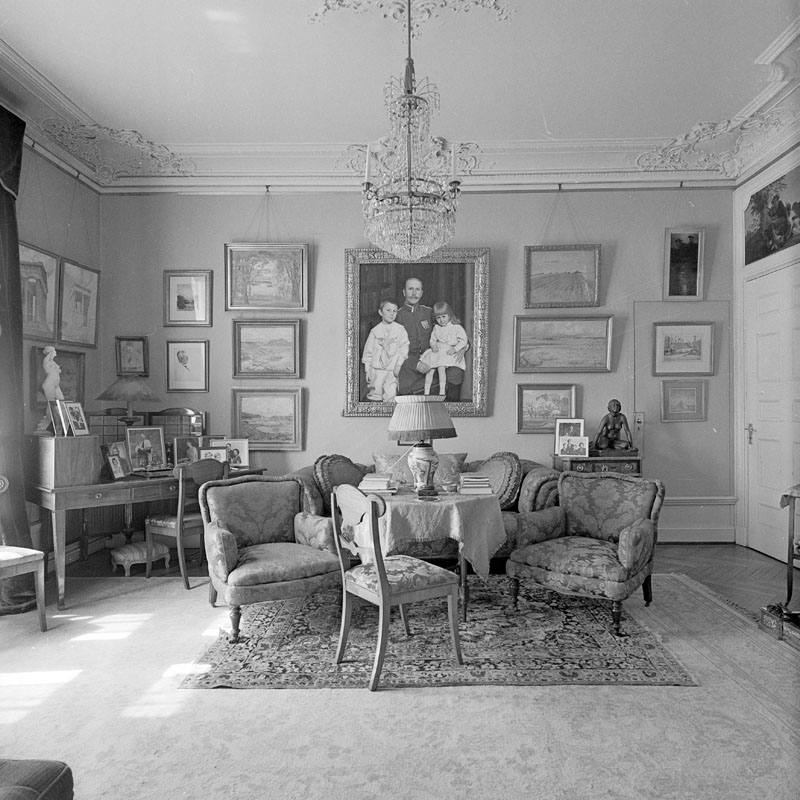
Herrens skrivrum.
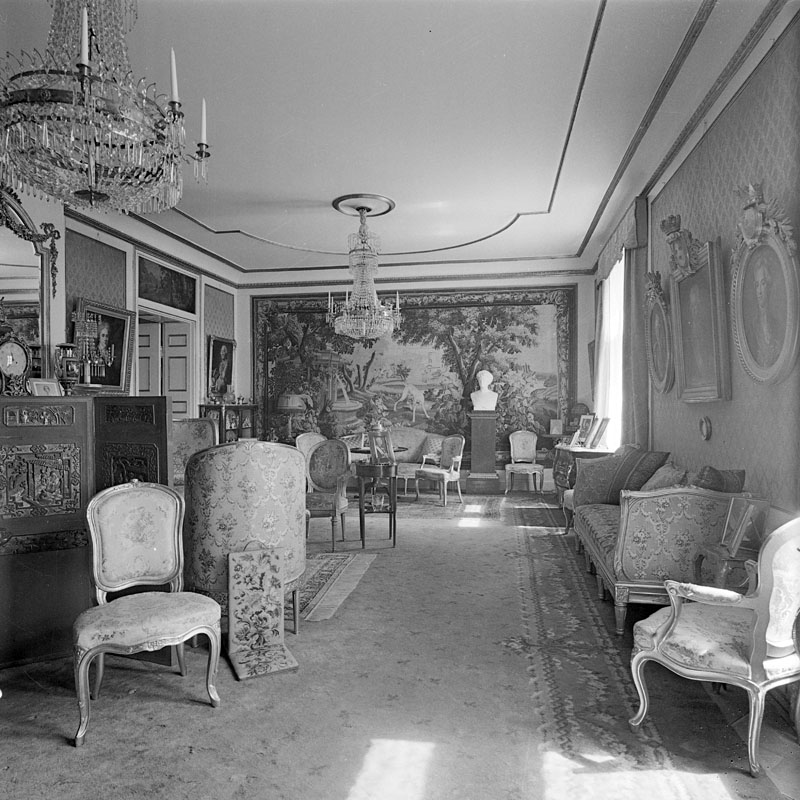
Stora salongen.
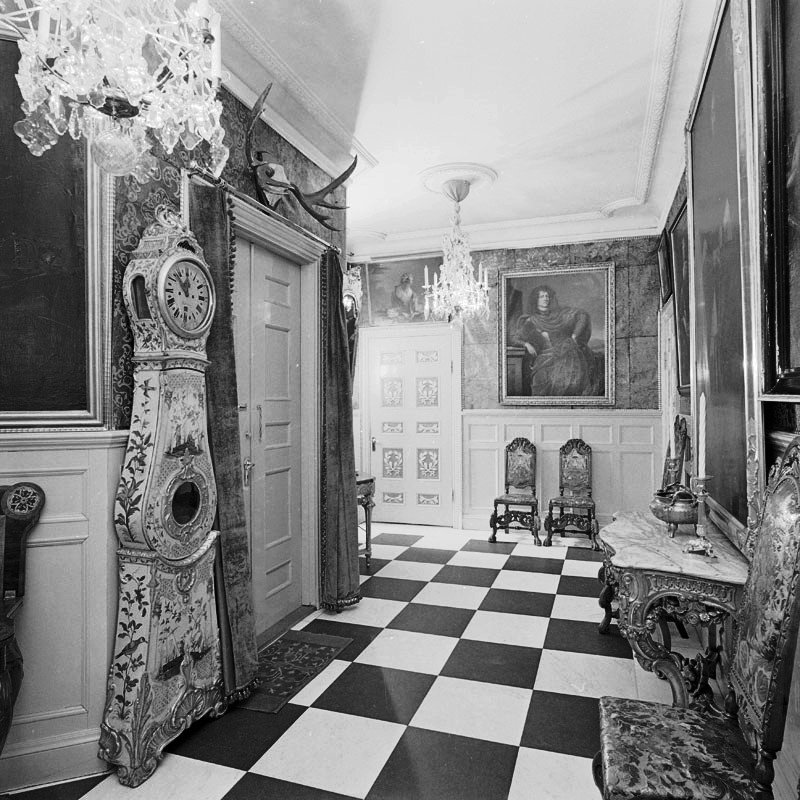
Hallen.
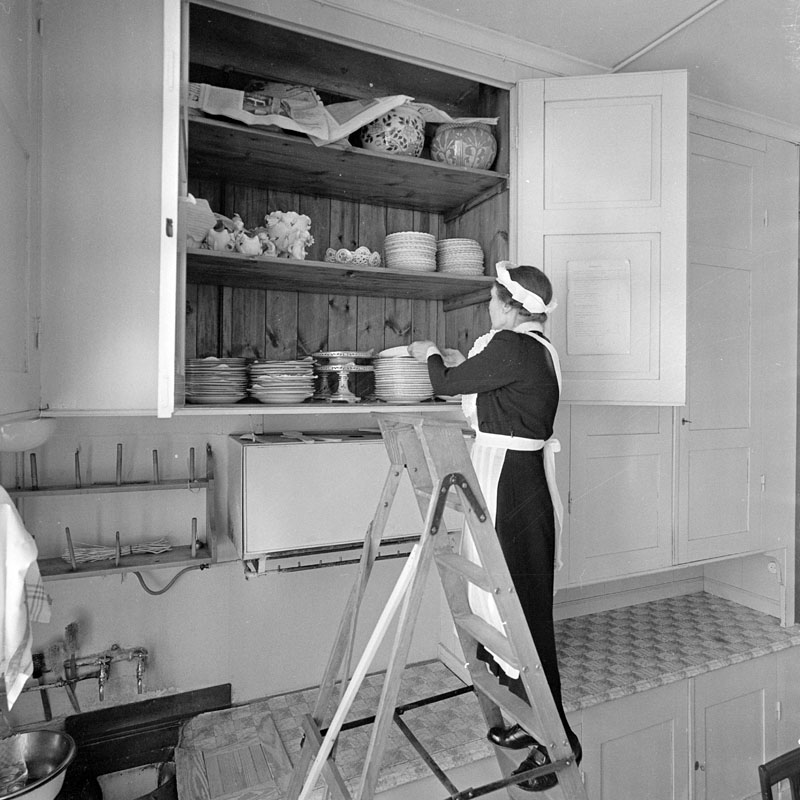
Kökets serveringsrum.

### Noter

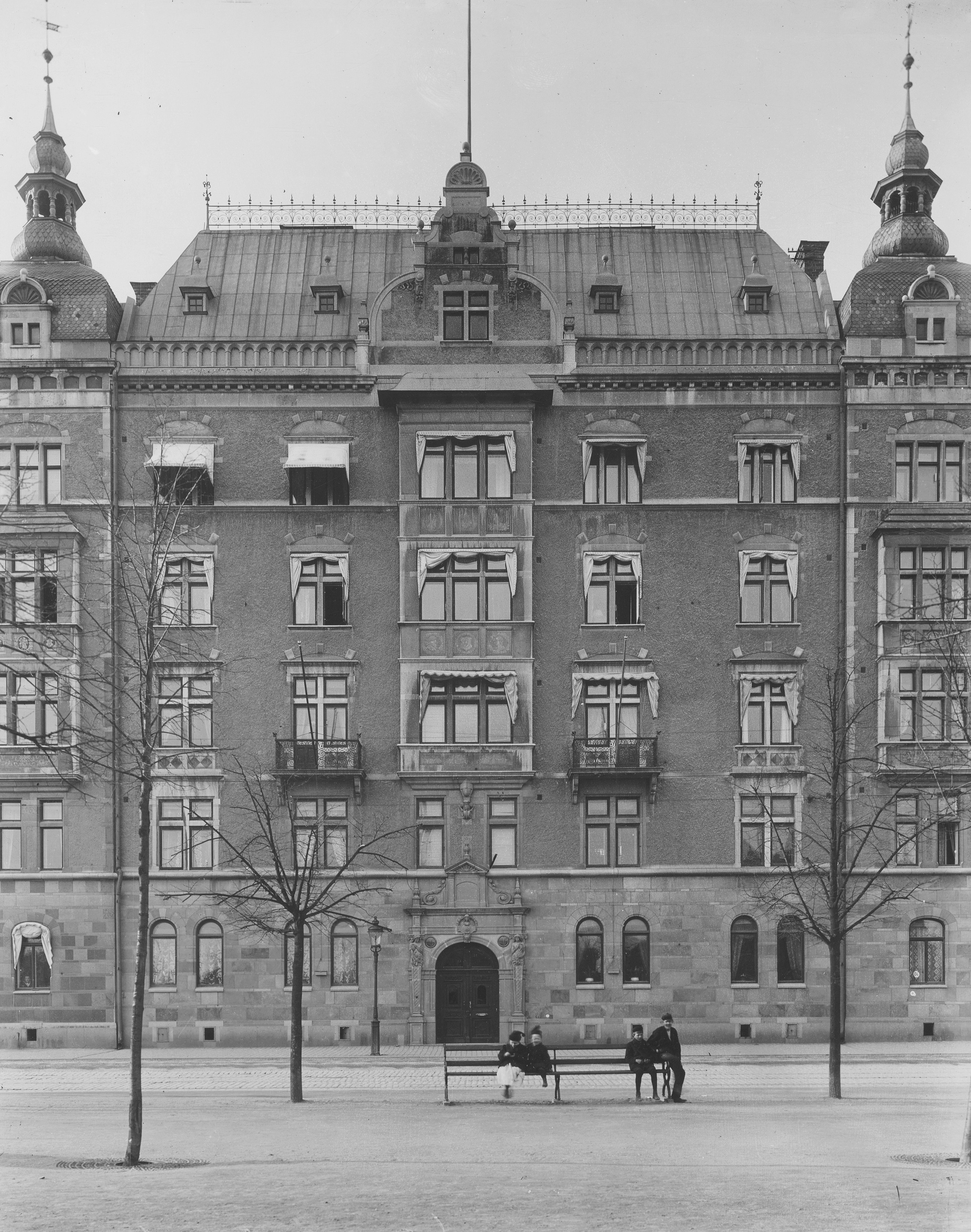
Strandvägen 45, cirka 1900.